# Heliconiinae
Sous-famille
Tribus de rang inférieur
- Acraeini
- Argynnini
- Heliconiini
- Vagrantini

Les Heliconiinae sont une sous-famille de lépidoptères (papillons) de la famille des Nymphalidae.

## Systématique
Ce taxon a été décrit pour la première fois par le naturaliste britannique William Swainson en 1822.
Il a actuellement le rang de sous-famille, et se compose de quatre tribus.

## Distribution géographique
Les Heliconiinae sont largement répandus dans les régions tropicales, et seule la tribu des Argynnini est diversifiée dans l'Holarctique.

## Liste des tribus et des genres
- Tribu des Acraeini Boisduval, 1833
  - Abananote Potts, 1943
  - Acraea Fabricius, 1807
  - Actinote Hübner, 1819
  - Altinote Potts, 1943
  - Bematistes Hemming, 1935
  - Cethosia Fabricius, 1807
  - Telchinia Hübner, 1819

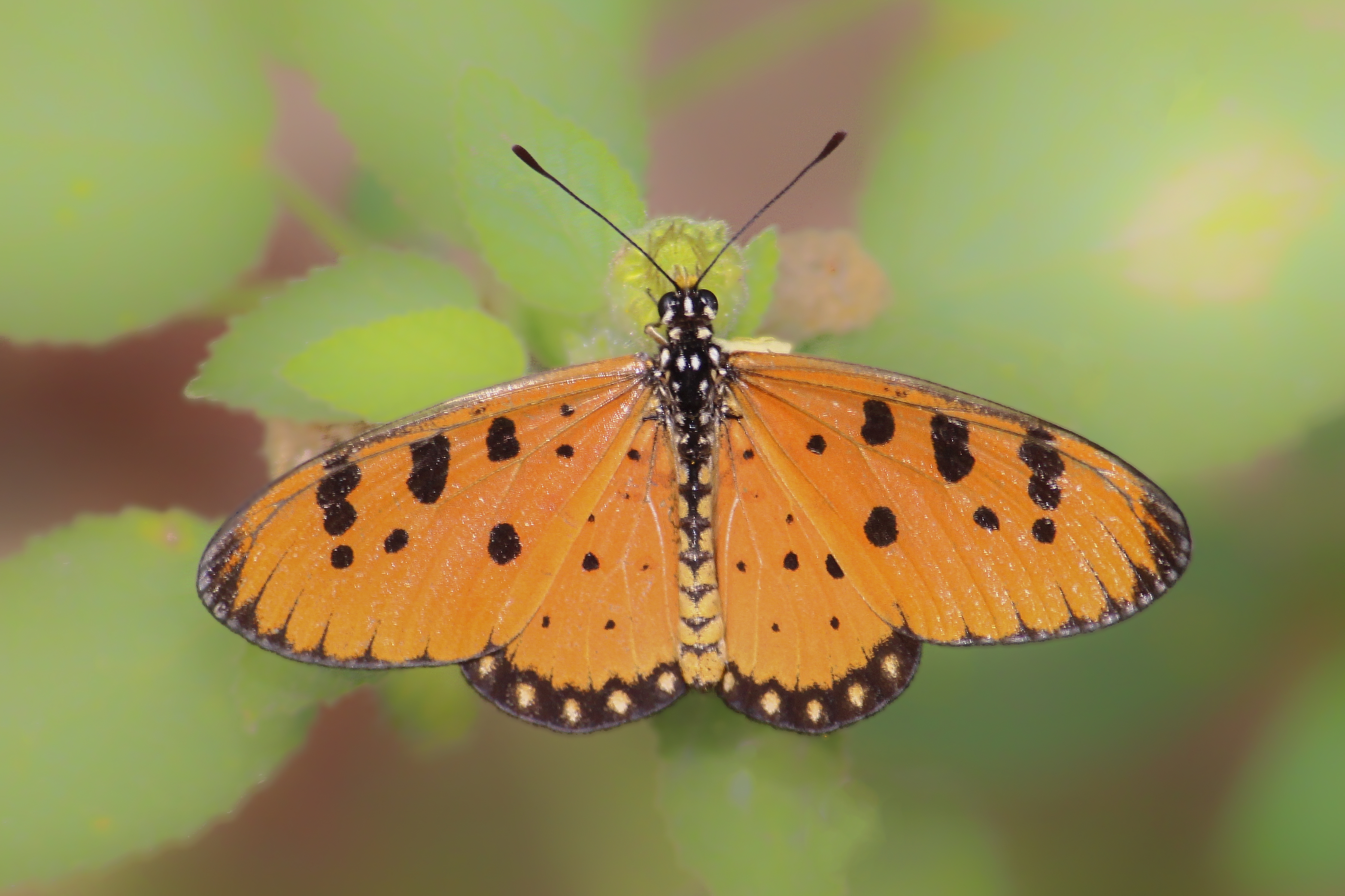
Acraea terpsicore
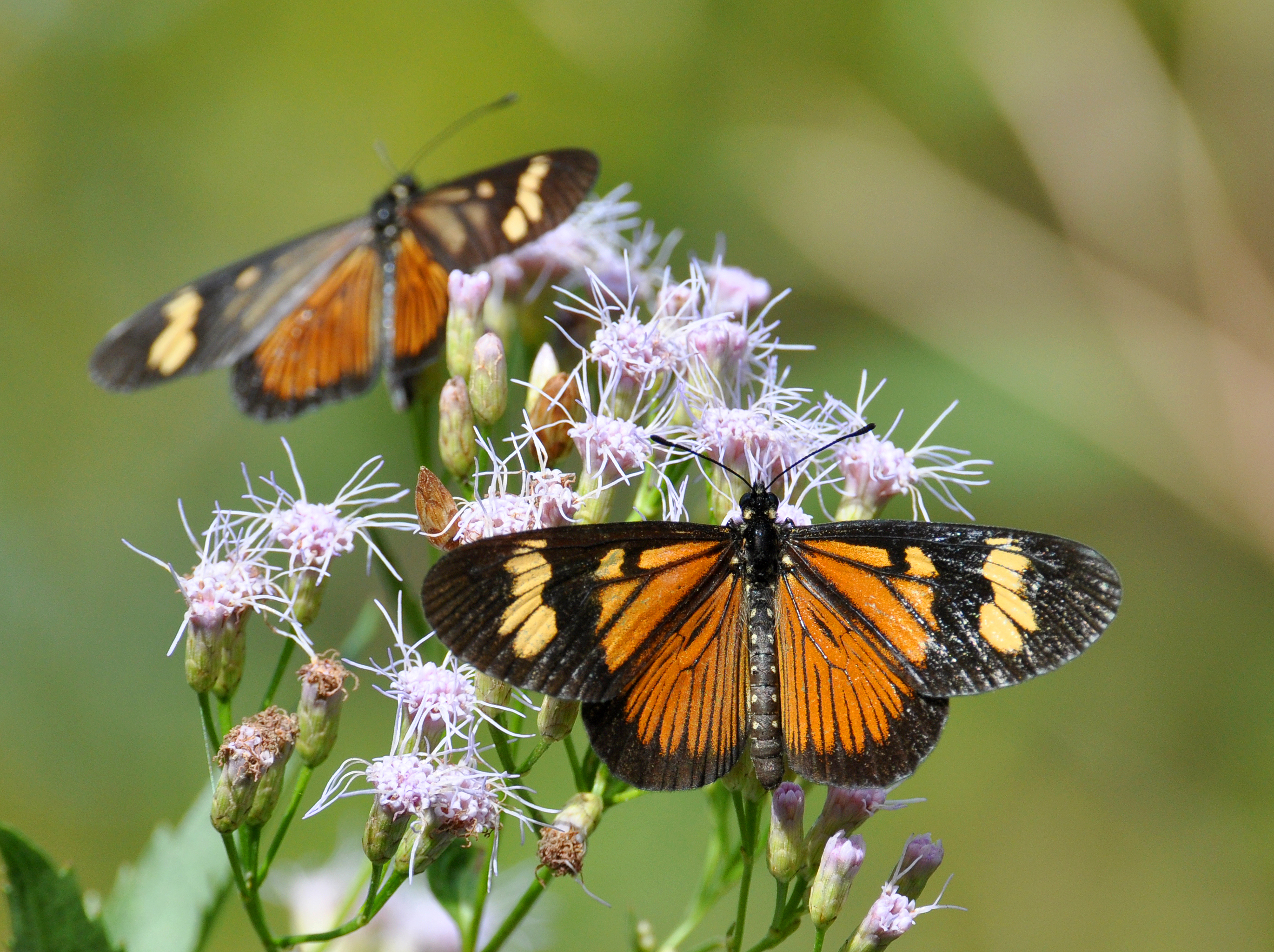
Actinote pellenea
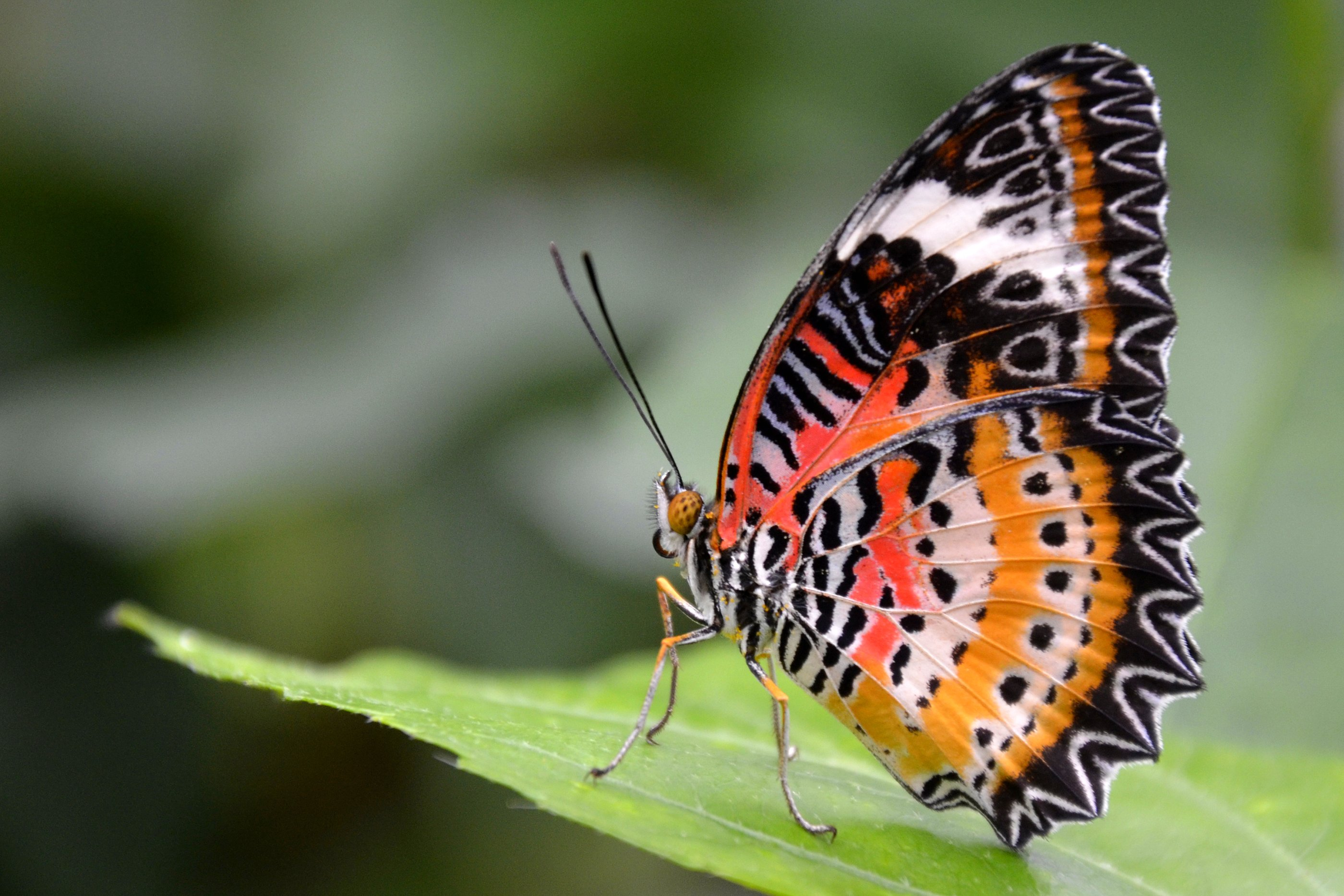
Cethosia cyane

- Tribu des Argynnini Duponchel, 1835
  - Argynnis Fabricius, 1807
  - Boloria Moore, 1900
  - Brenthis Hübner, 1819
  - Euptoieta Doubleday, 1848
  - Fabriciana Reuss, 1920
  - Issoria Hübner, 1819
  - Pardopsis Trimen, 1887
  - Speyeria Scudder, 1872
  - Yramea Reuss, 1920

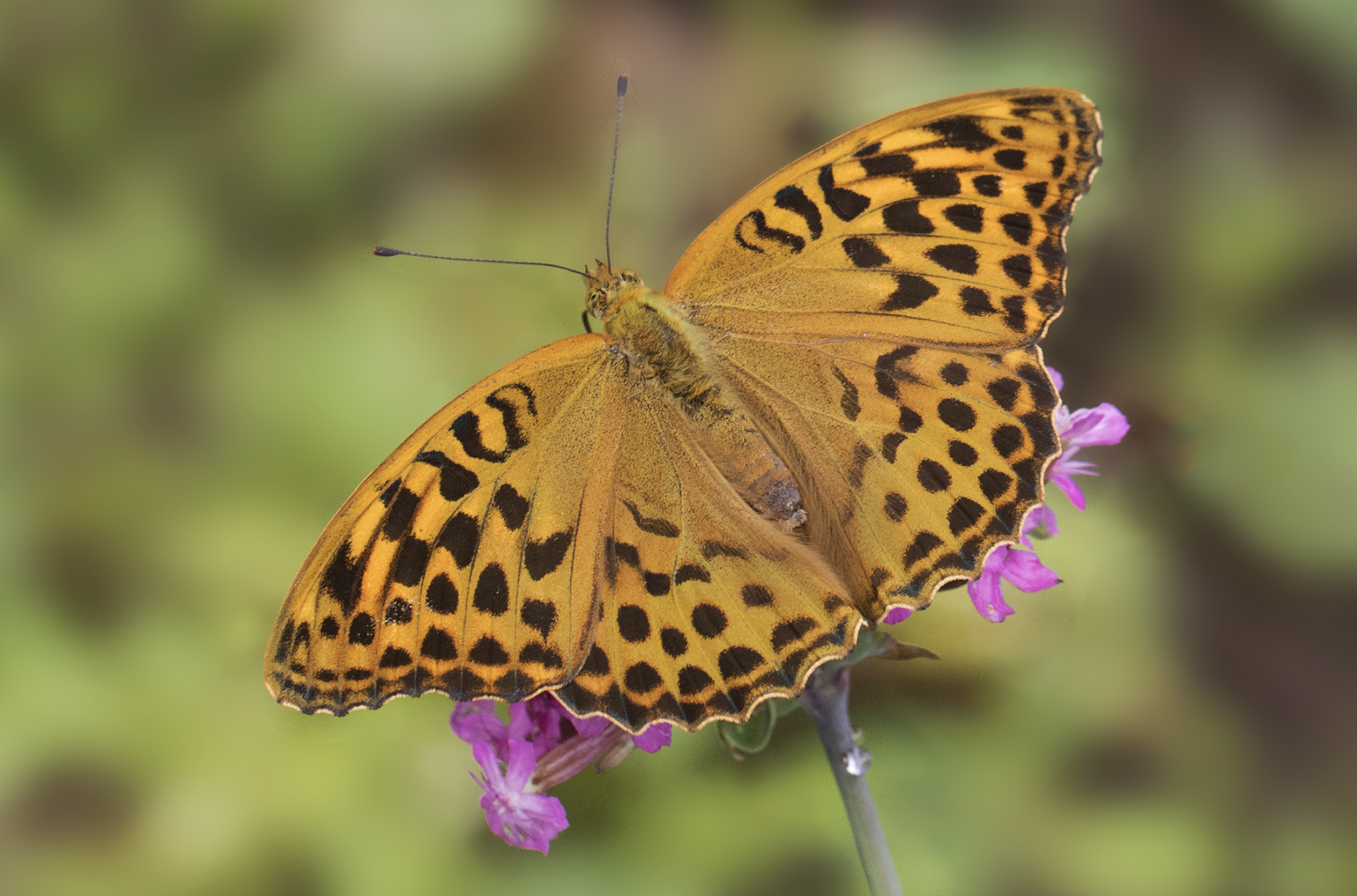
Argynnis paphia
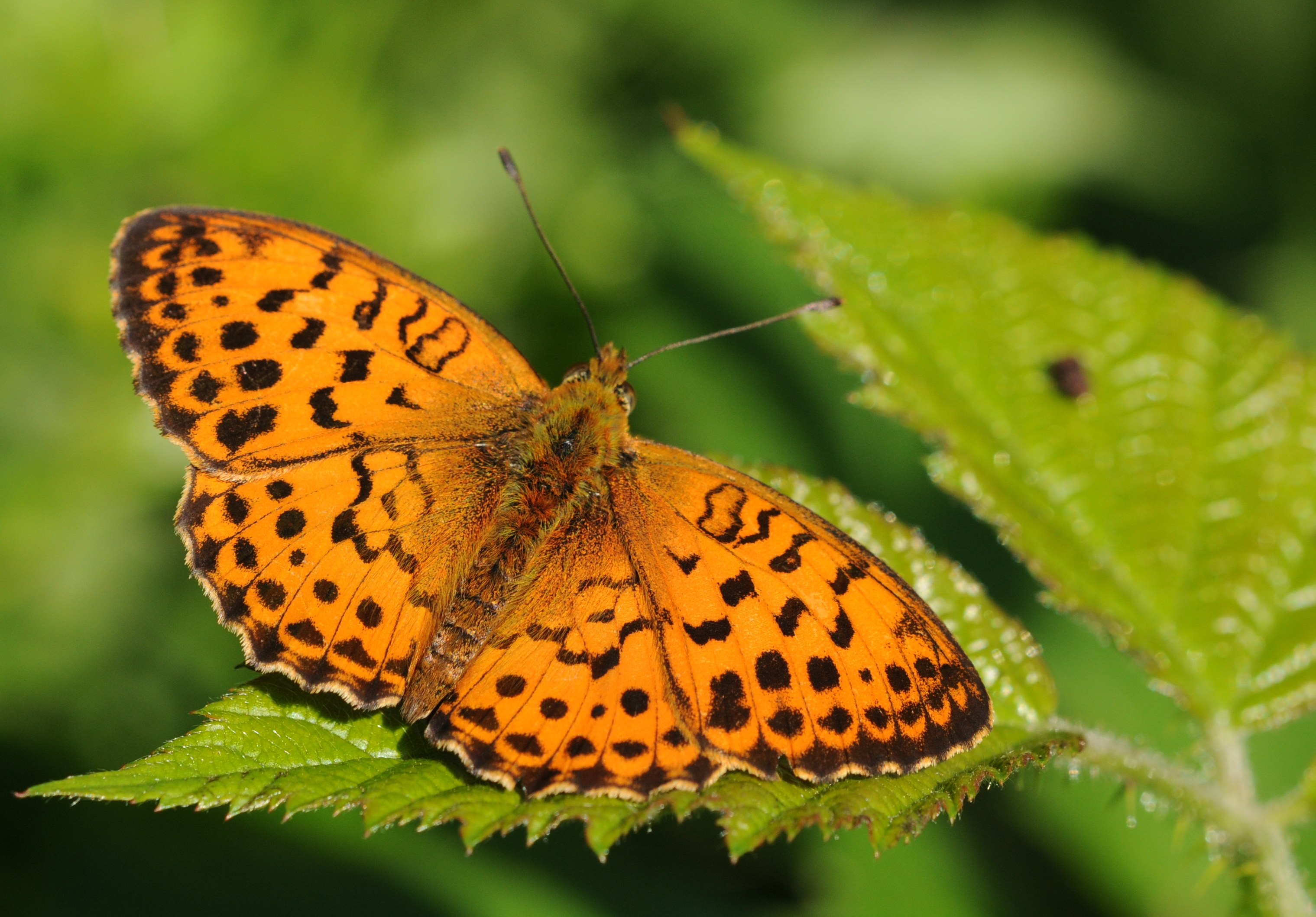
Brenthis daphne
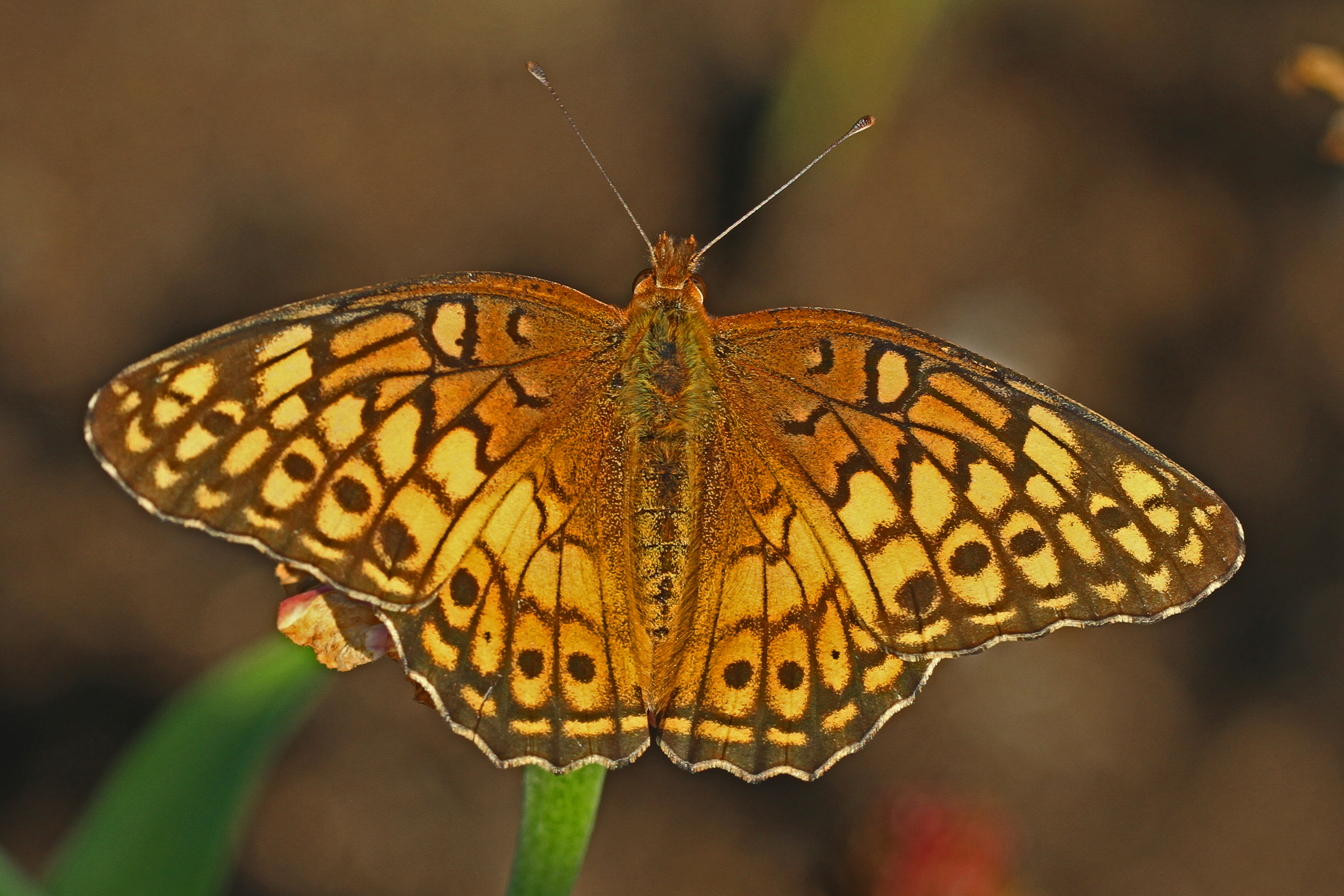
Euptoieta claudia

- Tribu des Heliconiini Swainson, 1822
  - Agraulis Boisduval & Leconte, 1833
  - Dione Hübner, 1819
  - Dryadula Michener, 1942
  - Dryas Hübner, 1807
  - Eueides Hübner, 1816
  - Heliconius Kluk, 1780
  - Philaethria Billberg, 1820
  - Podotricha Michener, 1942

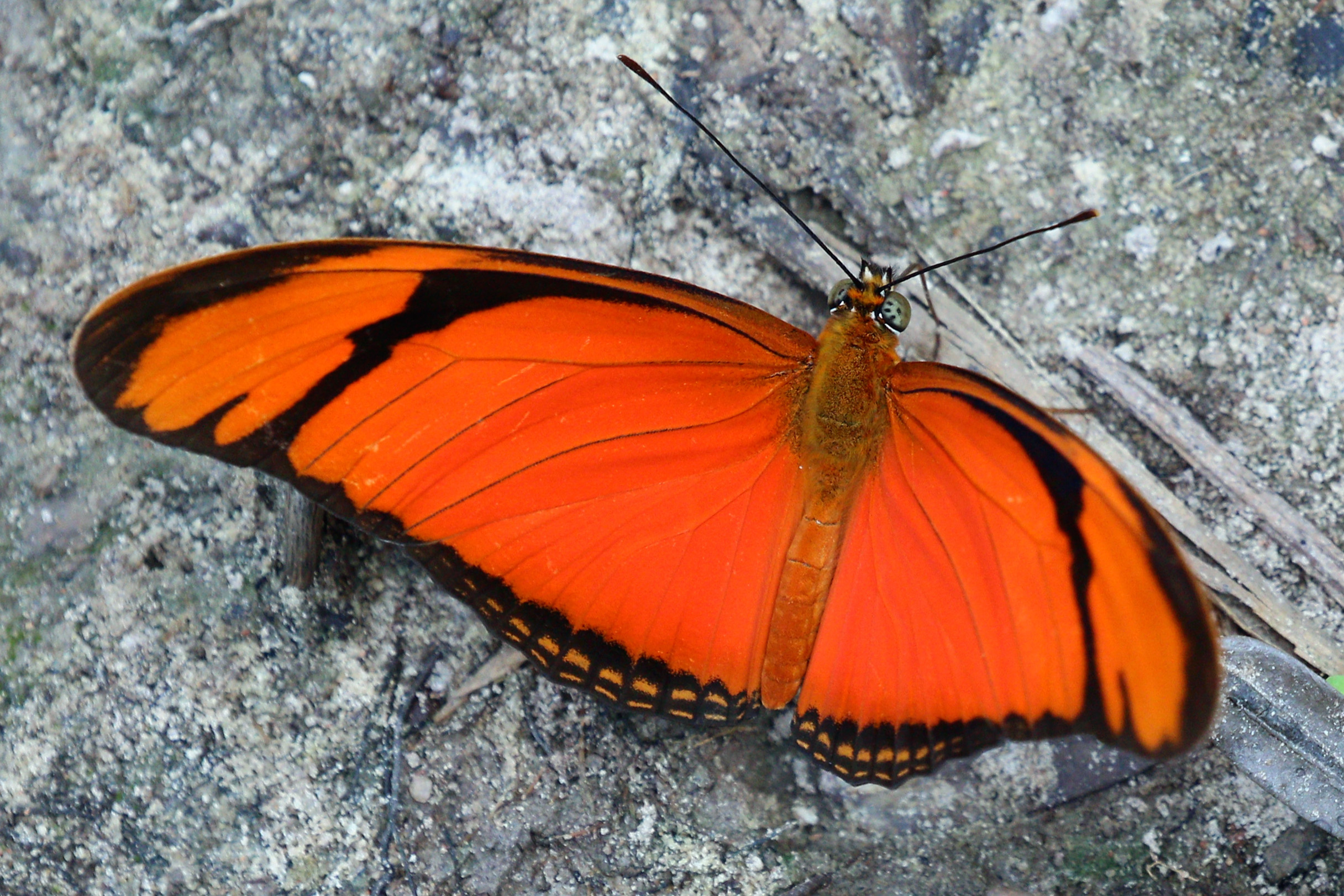
Dryas iulia
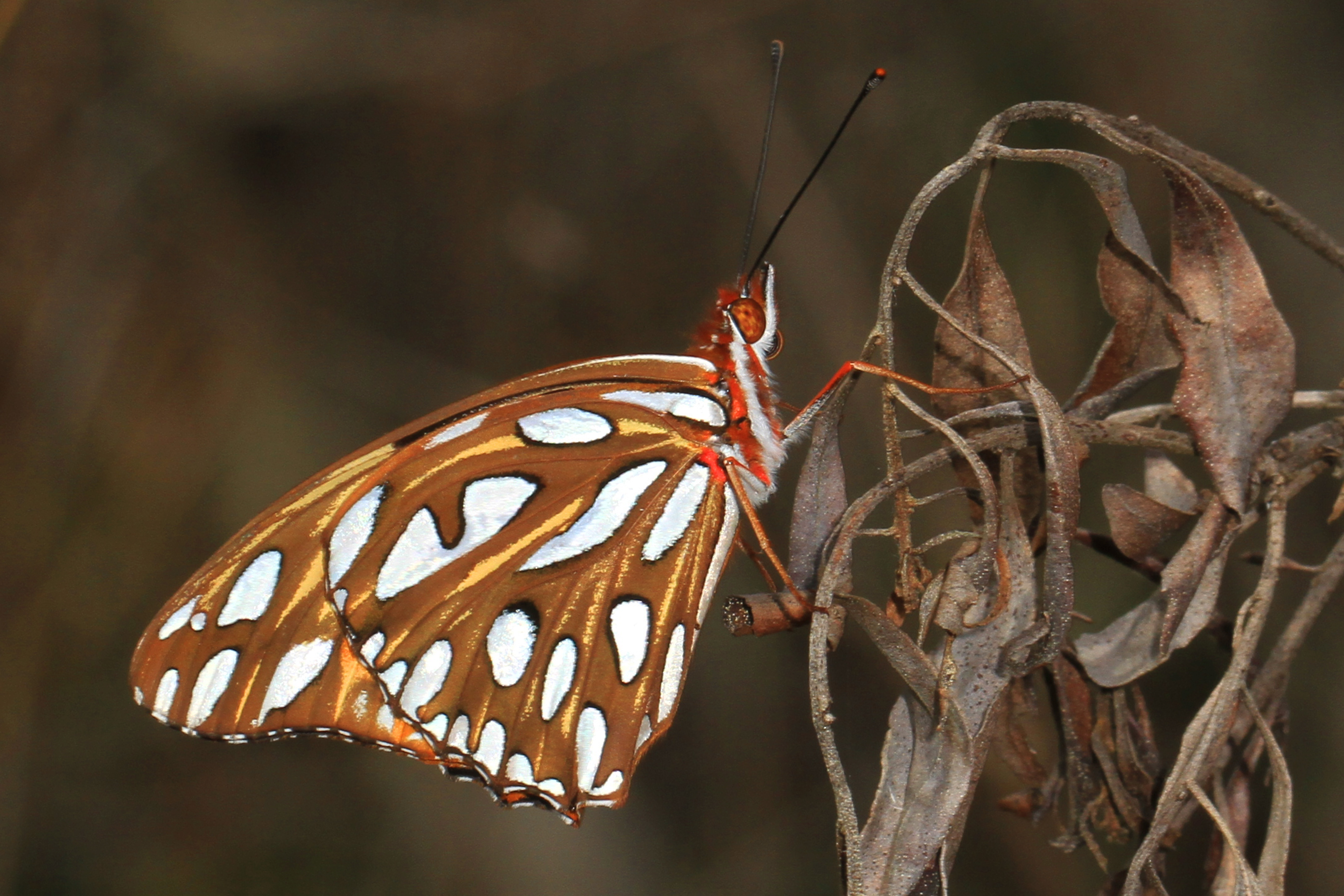
Agraulis vanillae
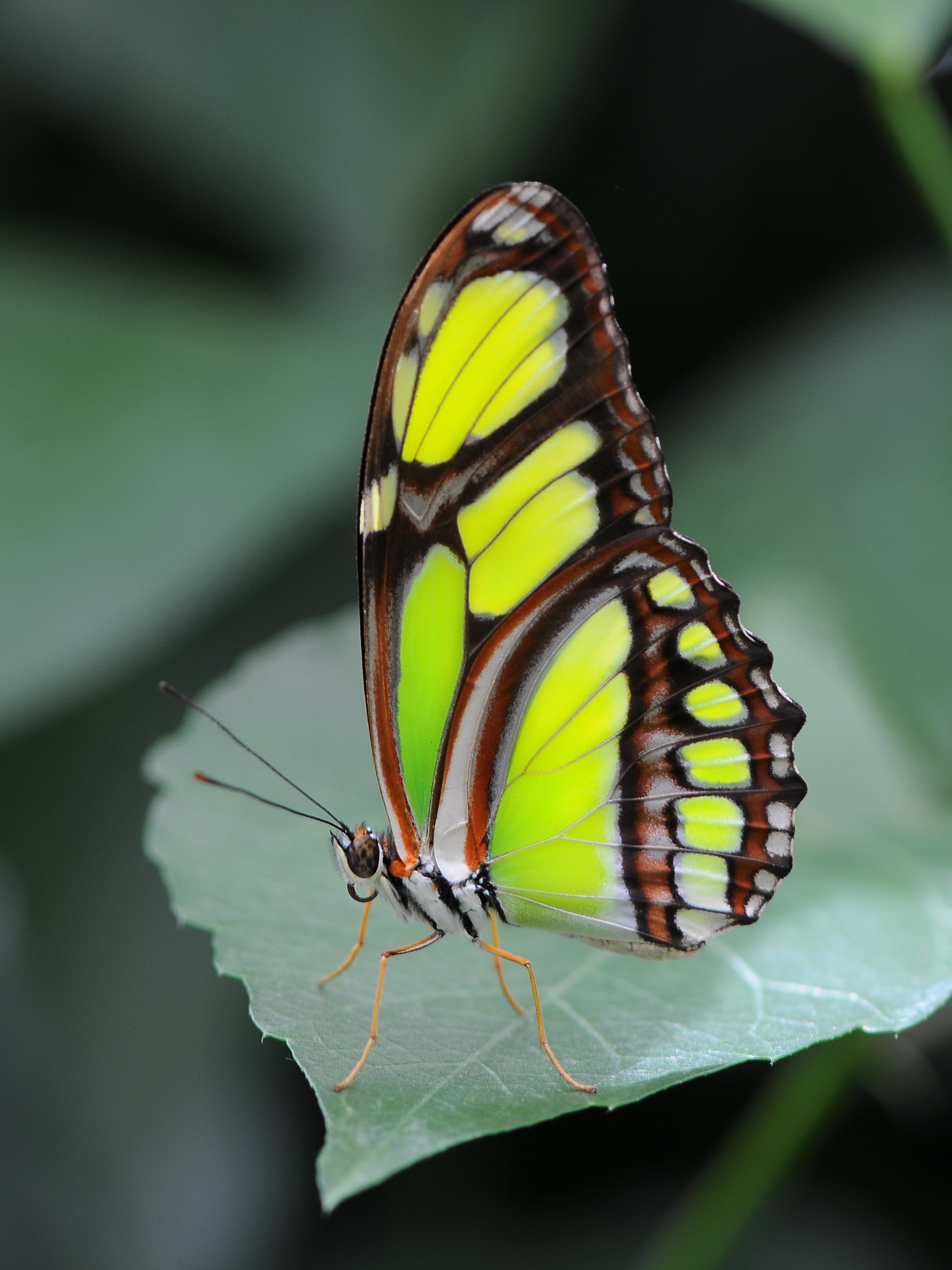
Philaethria dido
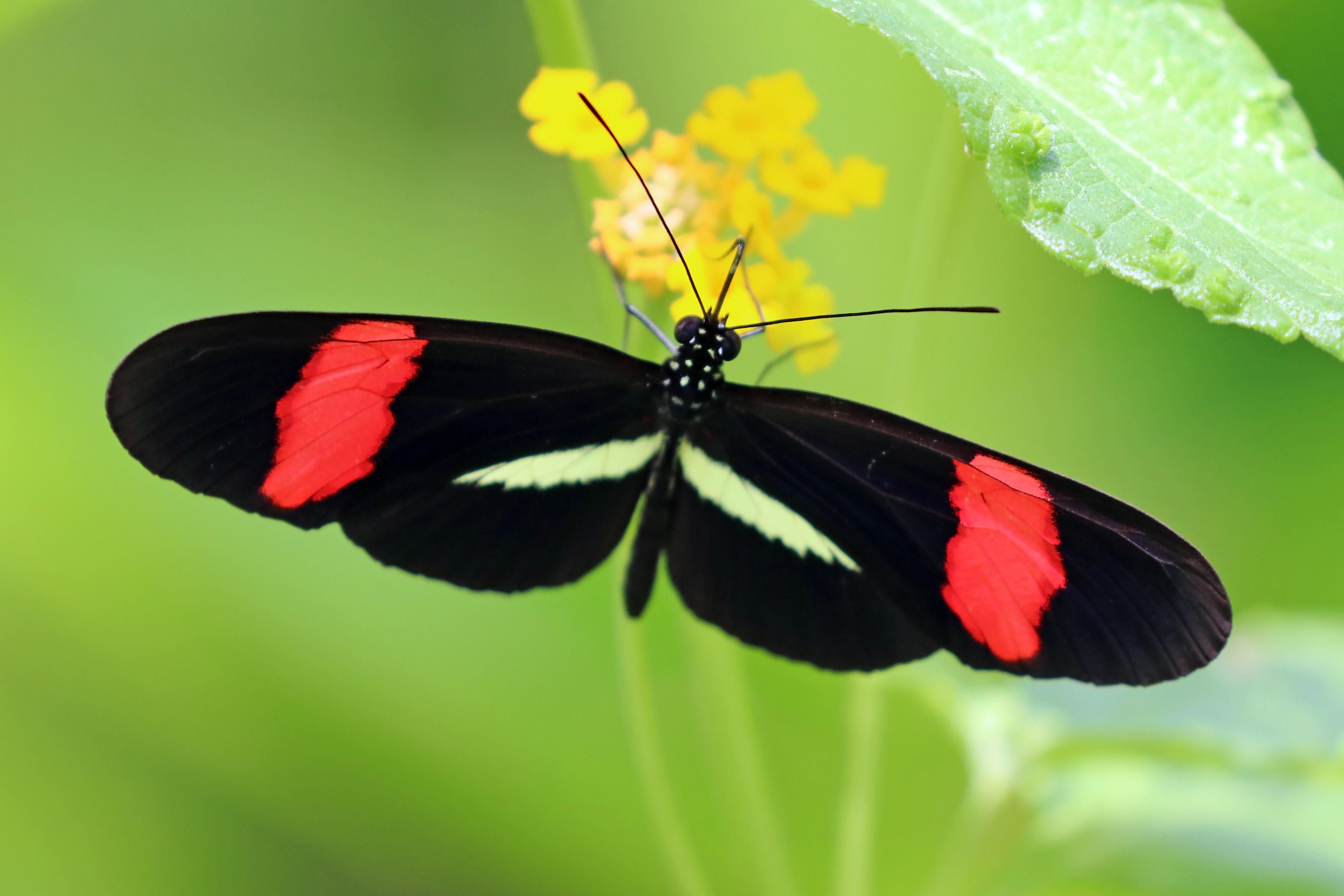
Heliconius erato

- Tribu des Vagrantini Pinratana & Eliot, 1996
  - Algia Herrich-Schäffer, 1864
  - Algiachroa Parsons, 1989
  - Cirrochroa Doubleday, 1847
  - Cupha Billberg, 1820
  - Lachnoptera Doubleday, 1847
  - Phalanta Horsfield, 1829
  - Smerina Hewitson, 1874
  - Terinos Boisduval, 1836
  - Vagrans Hemming, 1934
  - Vindula Hemming, 1934

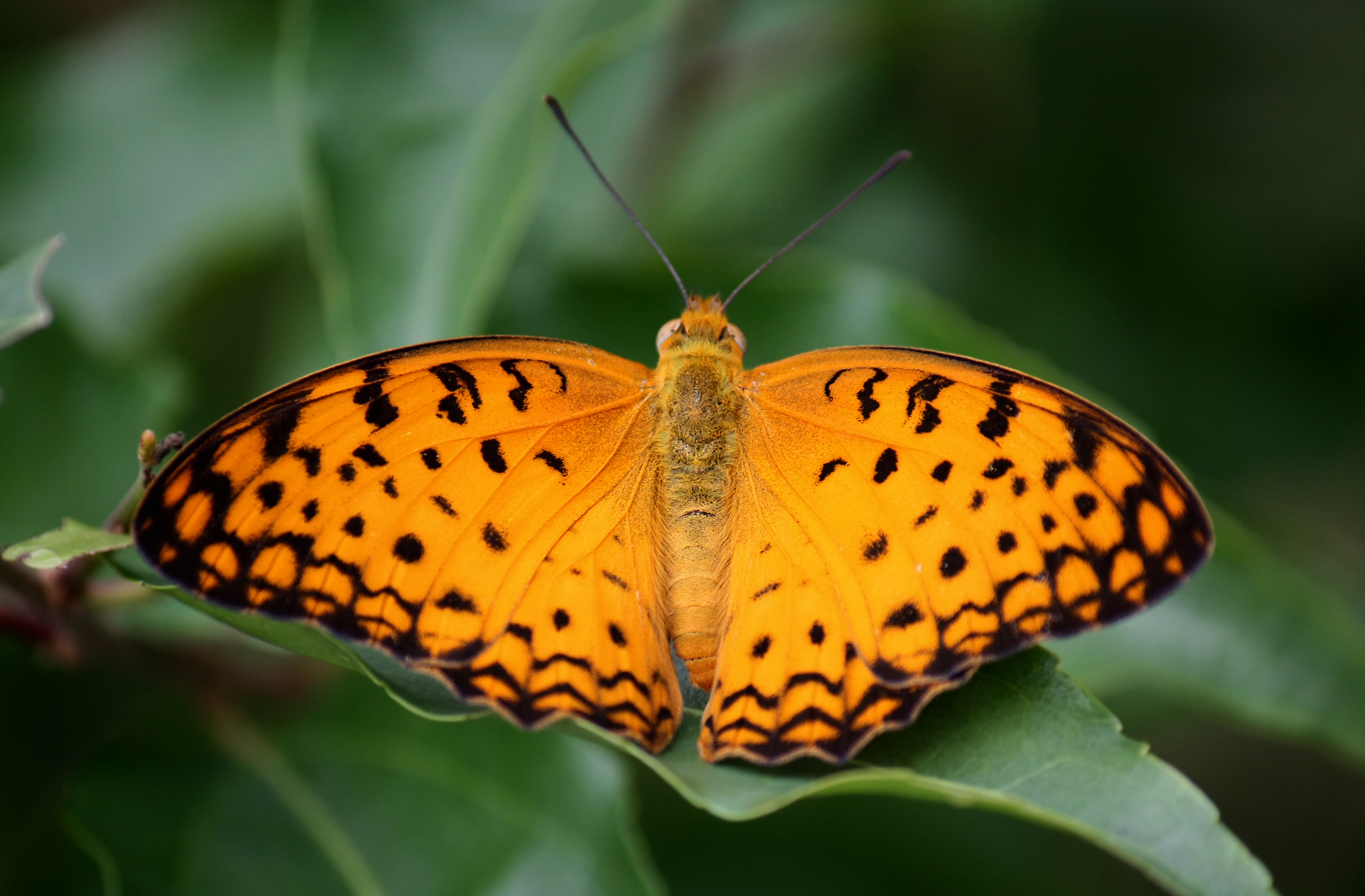
Phalanta phalantha
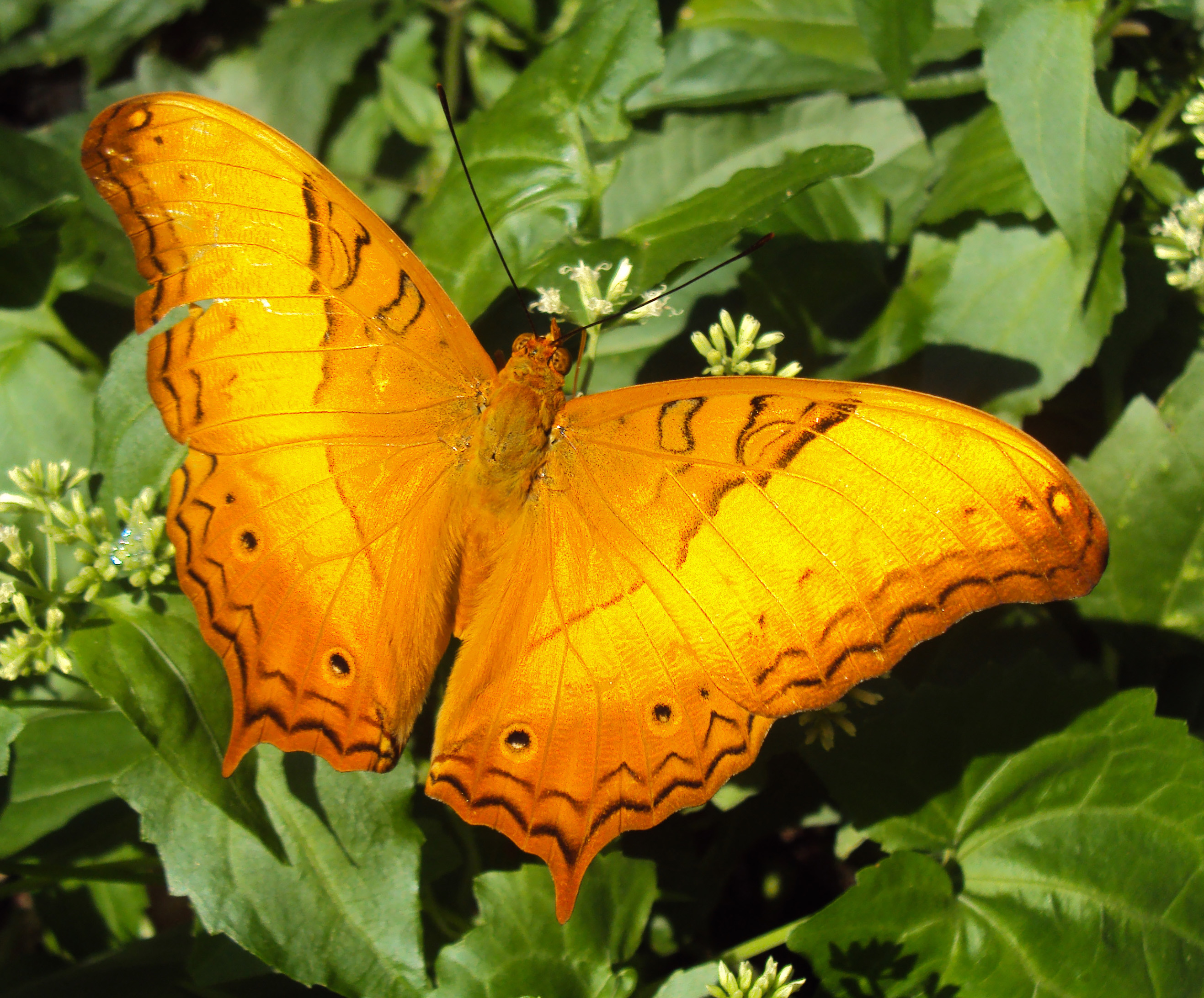
Vindula erota
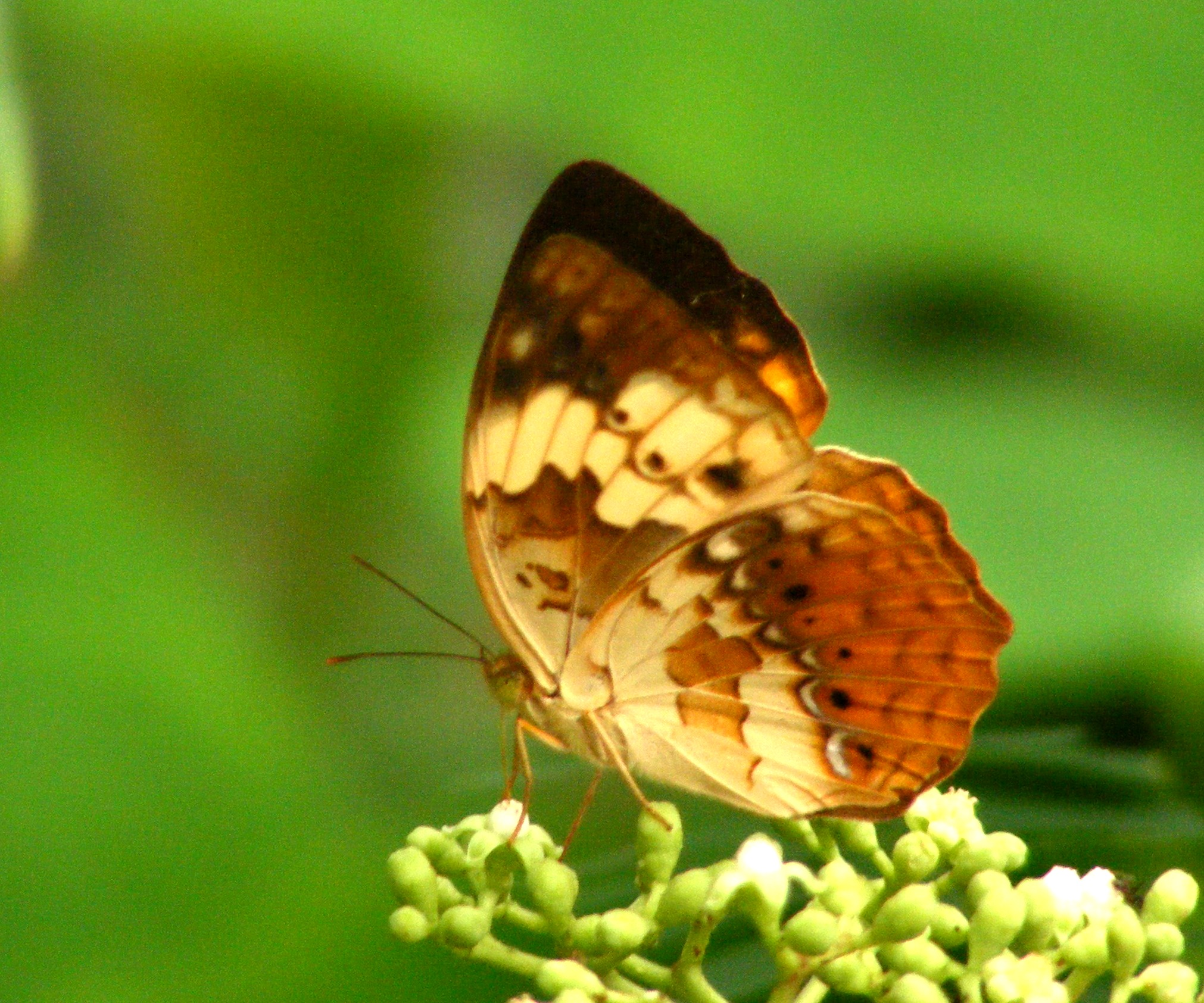
Cupha erymanthis